# Antoine Bonte
 (juin 2022).
Antoine Bonte, né le 6 mars 1908 à Lille et mort le 24 février 1995 à Gruson, est un géologue français. Ingénieur de l'Institut industriel du Nord (École centrale de Lille - I.D.N 1932), en section Mécanique générale, Docteur ès sciences (Faculté des sciences de Lille-1941), il consacra toute sa vie à la géologie fondamentale et appliquée, à l'enseignement et au travail d'expertise jusqu'en 1979. Naturaliste curieux de tous les phénomènes géologiques, excellent pédagogue, scientifique rigoureux, il était estimé et aimé de ses étudiants. Il est l'auteur de « À qui la Terre ? », livre testament qui prônait, il y a plus de trente ans, développement durable, respect de l'environnement et sauvegarde de la Terre notre patrimoine commun.

## Jeunesse et premiers pas d'enseignant chercheur
Antoine Bonte poursuit ses études secondaires au collège Saint-Joseph de Lille tenu par les jésuites.
Ses premières recherches géologiques datent de 1932. Alors qu'il prépare une licence ès Sciences et un diplôme d'ingénieur mécanicien à l'I.D.N, il est chargé, par Louis Dollé, de l'étude hydrogéologique du Département de la Somme pour le Service des Ponts et Chaussées.
Il pense embrasser une carrière industrielle, quand Pierre Pruvost l'appele, en 1932, à devenir assistant dans son laboratoire universitaire lillois. Cette circonstance est à l'origine de sa décision de se consacrer entièrement à la géologie. Sous l'impulsion de Pierre Pruvost, qui est son maître, il s'oriente vers la géologie de terrain (stratigraphie et pétrographie principalement). Le poste d'assistant qu'il occupe à Lille en 1932 comme suppléant n'étant pas vacant, sur le conseil de P. Pruvost, il sollicite le poste d'assistant à Besançon afin d'y obtenir sa titularisation.
La déclaration de guerre le rejoint à Besançon où il est chargé provisoirement de l'enseignement de la Géologie en remplacement de Marcel Casteras mobilisé. Requis civil au titre de la Recherche Appliquée en mai 1940, il doit quitter le laboratoire de géologie de Besançon et est affecté, après sa démobilisation, au Service du laboratoire de Géologie de Montpellier à la disposition de M. Casteras où il participe à partir de décembre 1940 jusqu'en 1942 à l'enseignement de Géologie à Montpellier. C'est alors qu'un laissez-passer lui permet de regagner son poste d'avant-guerre à Besançon.
Il est professeur de géologie appliquée à la faculté des sciences de l'université de Lille à partir de 1954 et obtient la chaire éponyme en 1961. Il est élu président de la Société géologique du Nord en 1953.

## Travaux principaux
Collaborateur au Service de la carte géologique de France, A. Bonte effectue les levés de nombreuses cartes à 1/50.000 : Rethel, Besançon, Renwez, Quingey, Cambrai, Marquise, Boulogne-sur-Mer et Givet, complétés par plusieurs publications en collaboration avec J. Ricour entre 1948 et 1951, sur la stratigraphie du Givétien de Givet et la faille de Charlemont.
À qui la Terre ?, son livre testament, préfacé par le commandant Cousteau, est fondé sur l'écologie. C'est l'œuvre d'un précurseur, en avance sur son temps, qui rappelle des règles indispensables à l'équilibre mondial, protection des richesses naturelles, lutte contre la pollution, bref nous dirions de nos jours qu'il prônait le développement durable, le respect de l'environnement, ceci afin de protéger le patrimoine minéral, végétal, animal et l'homme, situé au bout de la chaîne de la vie. Pour ce faire, il envisageait la création d'un organisme, à gestion planétaire, dont le rôle aurait été de sauvegarder cet équilibre…
Parmi ses ouvrages remarquables, figurent encore les quatre éditions de son « Introduction à la lecture des Cartes géologiques » qui a aidé des générations d'étudiants dans l'apprentissage de la cartographie ainsi que ses travaux, réalisés en collaboration avec J. Ricour, entre 1948 et 1951, sur la stratigraphie du Givétien à Givet, la feuille de Givet à 50 000, et sur la « faille de Charlemont » qui ont fait date.

## L'ensemble de ces travaux
La liste de ses travaux, riche et diverse, montre sa double implication, reflet de sa double formation :
- implication en géologie fondamentale, dans tous les domaines du savoir (stratigraphie, pétrographie, paléontologie, tectonique) résultat de sa formation universitaire ;
- implication en géologie appliquée, en liaison avec sa formation d'ingénieur, où il traite de multiples problèmes qui préoccupaient et préoccupent encore la communauté scientifique et la population.

## Publications
- Antoine Bonte et R. Reiller, Observations sur la faune du Tuffeau landénien de Lille (Porte de Gand). Annales de la Société Géologique du Nord, Lille, 1934, 182-186 p..
- Antoine Bonte, Observations sur les Foraminifères du Tuffeau landénien de Lille (Porte de Gand). Annales de la Société Géologique du Nord, Lille, 1934, 67-82 p..
- Antoine Bonte, Sur un Plesiochelys du Portlandien inférieur du Boulonnais. Annales de la Société Géologique du Nardd, Lille, 1935, 63-70 p..
- Antoine Bonte, Sur quelques sondages anciens du Pas-de-Calais. Annales de la Société Géologique du Nordd, Lille, 1936, 102¬119.
- Antoine Bonte, Observations sur l'axe de l'Artois dans la région de Wimy. Annales de la Société Géologique du Nordd, Lille, 1936, 126-135 p.
- Antoine Bonte, Le tuf de la Vallée de la Rhonelle. Annales de la Société Géologique du Nord, Lille, 1936, 153-155 p..
- Antoine Bonte, Sur la terminaison orientale de l'axe de l'Artois. Comptes rendus sommaires de la Société Géologique de France, Paris, 1936, 63-65 p..
- Antoine Bonte, Sur un affleurement de calcaire ferrugineux du Domérien à Marc-ut (Ardennes). Comptes rendus sommaires de la Société Géologique de France, Paris, 1937, 174-176 p..
- Antoine Bonte, Sur quelques nouveaux gisements à Solénopores en France. Comptes rendus sommaires de la Société Géologique de France, Paris, 1938, 165-166 p..
- Antoine Bonte, Sur la structure des environs de Chatillon-le¬Duc (Doubs). Comptes rendus sommaires de la Société Géologique de France, Paris, 1938, 207-209 p..
- Antoine Bonte, Sur l'âge du « Corallien » des Ardennes. Comptes rendus sommaires de la Société Géologique de France, Paris, 1938, 301-302 p..
- Antoine Bonte, Phénomènes de remaniement dans les nodules phosphatés du Toarcien de l'Échelle (Ardennes). Compte rendu de l'Académie des Sciences de Paris, Paris, 1938, 1494-1496 p..
- Antoine Bonte, La série liasique du puits de Rouvroy-sur-Audry (Ardennes). Annales de la Société Géologique du Nord,, Paris, 1938, 40 p..
- Antoine Bonte, Lias et Bajocien de la Feuille de Rethel au 80000e. Bulletin de la Carte Géologique de France, Comptes rendus des Collaborateurs pour la campagne de 1937, 1938.
- Antoine Bonte, Sur l'origine et la genèse du minerai de fer oxfordien de Neuvizy (Ardennes). Comptes rendus de l Académie des Sciences de Paris, 1939, 208 : 452-454.
- Antoine Bonte, Sur le Callovien de la bordure septentrionale du Bassin de Paris. Comptes rendus de l Académie des Sciences de Paris, 1939, 208 : 2006-2008.
- Antoine Bonte, Sur l'évolution du phosphate de chaux dans le Toarcien de l'Échelle (Ardennes). Comptes rendus de l'Académie des Sciences de Paris, 1939, 209 : 53-56.
- Antoine Bonte, Sur quelques nouveaux gisements à Solénopores en France. Comptes rendus de l'Académie des Sciences de Paris, 1939, 209 : 164-166.
- Antoine Bonte, Importance des remaniements en stratigraphie. Comptes rendus de l'Académie des Sciences de Paris, 1939, 209 :687-689.
- Antoine Bonte, Révision de la feuille de Rethel au 1130.000. Bulletins du Service de la Carte Géologique de France, Comptes rendus des Collaborateurs pour la campagne de 1938, 1941, 199-40:11-19.
- Antoine Bonte, Contribution à l'étude du jurassique de la bordure septentrionale du Bassin de Paris. Thèse. Montpellier. Bulletins du :Service de la Carte Géologique de France, 1941, 205-42:439 p, 67 fig., 4 tabl. h. t. 12 pl.
- Antoine Bonte, Sur l'origine sédimentaire de la structure corse-in-corse. Compte rendu de l'Académie des Sciences de Paris, 1942, 214: 498-500.
- Antoine Bonte, Sur l'évolution chlorite limonite dans les minerais de fer oolithique. Comptes rendus de l'Académie des Sciences de Paris, 1942, 215 : 165-166.
- Antoine Bonte, Sur la réversibilité chlorite-limonite. Comptes rendus de 1 Académie des Sciences de Paris, 1942, 215 : 190-192.
- Antoine Bonte, Orhitammina elliptica d'Archiac sp., foraminifère de grande taille du Bathonien supérieur de l'Aisne et des Ardennes. Observations sur les genres Orbitopsella et Spirocyclian. - Bulletin de la Société Géologique de France, 5e série, 1942, 12: 329-350, 6 fig., pl. 9.
- Antoine Bonte, Sur la présence du Lias inférieur le long de la bordure sud-orientale du Massif de la Serre. Comptes rendus sommaires de la Société Géologique de France, Paris, 1943, 3 : 23.
- Antoine Bonte, Le rôle du sel dans la tectonique du Jura-Comptes rendus sommaires de la Société Géologique de France, Paris, 1943, 4 : 34-35.
- Antoine Bonte, Les effondrements directionnels du Jura et leur signification tectonique. Comptes rendus sommaire de la Société Géologique de France, Paris, 1943, 9 : 98-99.
- Antoine Bonte, Age et structure du gisement de lignite de Grand-Denis (Doubs). Comptes rendus sommaires de la Société Géologique de France, Paris, 1943, 13 : 174-175.
- Antoine Bonte, Observations sur l'Eurite de la Serre (Jura). Bulletin de la Société Géologique de France, Paris, 5e série, 1943, 13 403-417, 4 fig.
- Antoine Bonte, La structure de la zone du vignoble aux environs de Lons-le-Saunier. Ses conséquences au point de vue de la tectonique du Jura. Comptes rendus sommaires de la Société Géologique de France, Paris, 1943, 4 : 45-46.
- Antoine Bonte, Influence des glissements dans la morphologie de la rive gauche de l'Ognon entre Venise et Chatillon-le-Duc (Doubs). Comptes rendus sommaires de la Société Géologique de Froncer, Paris, 1943, I S :210-212.
- Antoine Bonte, Feuille de Besançon au 50000e. La zone des Avant-monts entre Chatillon-le-Duc et Misery (Doubs). Bulletin de la Carte Géologique de Fronce, Comptes rendus des Collaborateurs pour la compagne de 1942, 1943, 212-44 :139-165.
- Antoine Bonte, Sur la limite du Rauracien et du Séquanien aux environs de Besançon. Comptes rendus sommaires de la Société Géologique de France, Paris, 1944, 13 : 165-166.
- Antoine Bonte, Extrémité nord-orientale de la zone des Avant-Monts entre Devecey et Venise (Doubs). Feuille de Besançon au 50000e. Bulletin de la Carte Géologique de France, Comptes rendus des Collaborateurs pour la campagne de 1943, 1944, 216-45 : 107-126, 6 fig.
- Antoine Bonte et P. Marie, Nouvelles observations sur la structure du gisement de lignite du Grand Denis (Doubs). Comptes rendus sommaires de la Société Géologique de France, Paris, 1944, l1 : 144-145.
- Antoine Bonte et Glangeaud L., Le diapir d'Aiglepierre, ventre d'interférence des plis bisantin et salinois. Comptes rendus de 1'Académie des Sciences de Paris, 1944, 219 : 213-215.
- Antoine Bonte, Les horizons du Callovien dans les environs de Besançon. Comptes rendus sommaires de la Société Géologique de France, Paris, 1945, I : 17-19.
- Antoine Bonte, Observations sur les nodules à structure cone¬in-cone de l'Arenig de la Montagne Noire. Bulletin de la Société Géologique de France, 5e série, 1945, 15 : 453-478, 8 fig. pl. 8.
- Antoine Bonte, À propos de la limite du Bathonien et du Callovien. Comptes rendus sommaires de la Société Géologique France, Paris, 1945, 11 : 154-156.
- Antoine Bonte, Feuille de Besançon au 50000e. La tranchée de Miserey (Doubs). La tranchée de la Pemotte à Besançon. Bulletin de la Carte Géologique de France, Comptes rendus des Collaborateurs pour la campagne de 1944-1945, 1946, 221¬46 : 107-122.
- Antoine Bonte, Feuille de Besançon au 50000e. La faille de Thise et le fossé d'effondrement de Patente. Bulletin de la Carte Géologique de France. Comptes rendus des Collaborateurs pour la campagne de 1944-1945, 1946, 221-46 : 123-129, 3 fig.
- Antoine Bonte, Observations sur le Synclinal de Longemaison. Mémoires de la Société d'Histoire Naturelle du Doubs, 1947, 51: 65-70, 2 fig.
- Antoine Bonte, Sur le Callovien des environs de Besançon. Mémoires de la Société d'Histoire Naturelle du Doubs, 1947, S1: 71-80, 2 fig.
- Antoine Bonte, Le genre Goniolina. À propos de la découverte de « Goniolina geometrica » à Avrigney (Haute¬Saône). Mémoires de la Société d'Histoire,Naturelle du Doubs, 1947, 51: 81-98, I fig.
- Antoine Bonte et J. Ricour, Note préliminaire sur la « faille de Charlemont ». Comptes rendus sommaires de la Société Géologique de France, Paris, 1947, 13 : 295-296.
- Antoine Bonte, Denaeyer M.-E. et J. Goguel, Les facteurs mécaniques dans la genèse de la structure cone-in-cone. Comptes rendus sommaires de lu Société Géologique de France, Paris, 1947, 183-184 p..
- Antoine Bonte, Feuille de Besançon au 50000e. La rive droite du Doubs, de Besançon à Roche. La cuvette de Braillons. La faille de Fontaine Ecu. La faille du Fort Est des Buis. Bulletin • la Carre Géologique de France, Comptes rendus des Collaborateurs pour la campagne de 194b-1947, 1948, 225-47: 97-107,3 fig.
- Antoine Bonte et J. Ricour, La «faille de Charlemont (civet-Ardennes) et ses abords. Bulletin de la Société Géologique, France, 1948, 5e série, 18 : 629-644, 5 fig.
- Antoine Bonte et J. Ricour, Contribution à la stratigraphie du Givétien. Annales de la Société Géologique du Nord, Lille, 1948, 78 25-36, 1 fig.
- Antoine Bonte et J. Ricour, Feuille de Givet au 50 000e. Bulletin de la Carte Géologique de France, Comptes rendus des Collaborateurs pour la campagne de 1948, 1950, 226-47 : 1-9, 6 fig.
- Antoine Bonte, Pruvost P et Waterlot G., La brèche de La Fouillouse (Stéphanien inférieur) à Saint-Martin-en-Coailleux (Loire). Comptes rendus sommaires de la Société Géologique de Fronce, Paris, 1950, 2 : 25-26.
- Antoine Bonte et J. Ricour, Feuille de Givet au 50 000e. Bulletin de la Carte Géologique de France. Comptes rendus des Collaborateurs pour la campagne de 1950, 232-49 : l-5, I fig, 1951.
- Antoine Bonte et J. Goguel, Une interprétation tectonique de la zone du vignoble. Réunion extraordinaire dans le Jura franco-suisse. Bulletin de la Société Géologique de France, 6e série, 1 : 798-802, 3 fig, 1951.
- Antoine Bonte, Réflexions sur le beef à propos d'une note de M. L. David. Comptes rendus sommaires de la Société Géologique de France, Paris, 1952, 7 : 110-111.
- Antoine Bonte, Contribution à la tectonique du Vignoble aux environs de Lons-le-Saunier. Bulletin de la Société Géologique de France, 6e série, 1952, 11 :337-365, 14 fig.
- Antoine Bonte, Le Bassin Houiller de Lons-le-Saunier (Jura). Annales de la Société Géologique du Nord, Lille, 1953, 73 : 23-36, pl. 1-2, 2 fig.
- Antoine Bonte, Sur la genèse des quartz bipyramidés. Comptes rendus sommaires de la Société Géologique de France, Paris, 1953, 13 : 253-254.14 fig.
- Antoine Bonte, Lienhardt G. et J. Ricour, Quelques données techniques sur les forages de reconnaissance du Carbonifère de Lons-le-Saunier (Jura). Publications du Bureau des Recherches géologiques et géophysiques, 1953, 12 :3-201 11 fig.
- Antoine Bonte, Michel P., Appert G., Lavigne 1., Lefavrais A., Lienhardt G et J. Ricour, Le contact Jura-Bresse dans la région de Lons-le-Saunier. Bulletin de la Société Géologique de France, 6e série, 1953, 3 : 683-611, 6 fig.
- Antoine Bonte, Le Bassin Houiller de Lons-le-Saunier (Jura). Annales de la Société Géologique du Nord, Lille, 1954, 73 : 9-36, pl. 1¬2. 2 fig.
- Antoine Bonte, Poches de dissolution, argiles de décalcification et grès mamelonnés dans la région d'Arras (Pas¬de-Calais). Annales de la Société Géologique du Nord, Lille, 1954, 7 67-94, 8 fig.
- Antoine Bonte et Richez E., Observations sur le Landénien continental de Noyelles-sur-Escaut. Annales de la Société Géologique du Nord, Lille, 1954, 73 :197-202, 2 fig.
- Antoine Bonte et P. Celet, Observations géologiques sur la Feuille de Renwez au 50 000e. Bulletin de la Carte Géologique de France, Comptes rendus des Collaborateurs pour la campagne de 1953, 1954, 241-52: 17-19.
- Antoine Bonte et P. Celet, Observations géologiques dans la région de Cléron (Doubs) (Feuille de Quingey au 50 000e). Bulletin de la Carte Géologique de France, Comptes rendus des Collaborateurs pour la campagne de 1453, 1954, 241-52: 117-121, 1 fig.
- Antoine Bonte, Vallées quaternaires remblayées dans les environs de Lille. Annales de la Société Géologique du Nord, Lille, 1955, 75: 111-122.
- Antoine Bonte, Sur les formations et l'évolution des poches de dissolution. Comptes rendus de l'Académie des Sciences de Paris, 1955, 240: 1788-1790.
- Antoine Bonte, Age et origine des formations superficielles à silex.Comptes rendus de l'Académie des Sciences de Paris, 1955, 241 1318-1320.
- Antoine Bonte, Les formations superficielles à silex du Nord de la France. Comptes rendus de l'Académie des Sciences de Paris, 1955, 241 : 1211-1213.
- Antoine Bonte, Callovien-Bathonien de Signy-l'Abbaye. Sables wealdiens et Landéniens. Feuille de Renwez au 50 000e. Bulletin de la Carte Géologique de France, Comptes rendus des Collaborateurs pour la campagne de 1954, 1955, 246 fasc. A-53 : 13-16.
- Antoine Bonte, Les environs de Port-Lesney. Feuille de Quingey au 50 000e. Bulletin de la Carte Géologique de France, Comptes rendus des Collaborateurs pour la campagne de 1954, 1955, 246 fasc. A-53 : 73-74.
- Antoine Bonte, Sur quelques aspects de la dissolution des calcaires. 80e Congrès des Sociétés Savantes, 1955, 109-116, 1 fig.
- Antoine Bonte et P. Celet, Sur la signification des sédiments rouges et verts du Trias du Jura français. Geologischen Rundschau, Stuttgart, 1955, 45-2 :342-350.
- Antoine Bonte, Delattre CH. et P. Celet, Observations sur les environs de Péronne et de Bapaume. Feuille de Cambrai au 50 000e. Bulletin de la Carte Géologique de France, Comptes rendus des Collaborateurs pour la campagne de 1954, 1955, 246 fasc. A-53 : 1-11, 2 fig.
- Antoine Bonte, Le rôle de la géologie dans les travaux de génie civil. Les Annales des ponts et chaussées, 1956, 137-166, 4 fig.
- Antoine Bonte, Sur la signification du Diluvium de l'Artois. Annales de la Société Géologique du Nord, Lille, 1956, 75: 162-173, pl. 13.
- Antoine Bonte, Sur une association de marcassite et de silex. Annales de la Société Géologique du Nord, Lille, 1956, 76: 95-97, pl. 15.
- Antoine Bonte, Les études géologiques en Génie Civil. Construction, Paris, 1956, 11-10: 3-7.
- Antoine Bonte et L. Fougueur, Projet d'extension du port de Boulogne-sur-Mer. Comptes rendus sommaires de la Société Géologique de France, Paris, 1956, 10 : 170-172.
- Antoine Bonte, Sur une cause possible des hécatombes de Poissons. Comptes rendus sommaires de la Société Géologique de France, Paris, 1957, 6 : 104-105.
- Antoine Bonte, Observations sur l'épaisseur de la craie solifluée dans le Nord de la France Annales de la Société Géologique du Nord, Lille, 1957, 77 :8-11.
- Antoine Bonte, Observations sur le Dôme du Mélantois. Annales de la Société Géologique du Nord, Lille, 1957, 77: 154-163, 1 fig.
- Antoine Bonte, Millot G. et Camez TH., Sur la montmorillonite dans les craies. Bulletin Service Géologique de la carte d Alsace-Lorraine, 1957, 10-2: 25-26.
- Antoine Bonte, Le Jurassique du sondage de Saigneville. Annales de la Société Géologique du Nord, Lille, 1958, 78 :229-233.
- Antoine Bonte, Sur divers aspects de la circulation des eaux souterraines. Application à la recherche de l'eau dans les calcaires. Annales de la Société Géologique du Nord, Lille, 1958, 78 183-198, 7 fig.
- Antoine Bonte, Les eaux profondes du Nord de la France et leur utilisation éventuelle. Annales de la Société Géologique du Nord, Lille, 1958, 78 :212-227.
- Antoine Bonte, Réflexions sur l'origine des bauxites et sur l'altération superficielle des calcaires. 83e Congrès des Sociétés Savantes, 1958, 147-165 p..
- Antoine Bonte, J.-J. Collin, Godfriaux et B. Leroux, Le Bathonien de la région de Marquise. Le Wealdien du Boulonnais. Feuille de Marquise et Boulogne au 50 000e. Bulletin de la Carte Géologique de France. Comptes rendus des Collaborateurs pour la campagne de 1957, 1958, 255-5G 9-28, 6 fig.
- Antoine Bonte, J.-J. Collin, B. Leroux et M. Waterlot, Portlandien et Wealdien du Boutonnais. Destruction des falaises. Feuille de Marquise et Boulogne au 50 000e. Bulletin de la Carte Géologique de France, Comptes rendus des Collaborateurs pour 1a campagne de 1958, 1958, 257-56 1-12.
- Antoine Bonte et L. Godfriaux, Les formations de passage du Jurassique au Crétacé. Annales de la Société Géologique du Nord, Lille, 1958, 78 71-88; 2 fg., pl. 3.
- Antoine Bonte, La destruction des falaises du Blanc-Nez.Annales de la Société Géologique du Nord, Lille, 1959, 79 :183-184.
- Antoine Bonte, Leroux B. et PH. Rogier, Une hypothèse nouvelle sur la structure du cap Gris-Nez. Comptes rendus de l'Académie des Sciences de Paris, 1959, 249 : 143-144.
- Antoine Bonte, Sur l'utilisation des eaux du Bathonien près du littoral boulonnais. Annales de la Société Géologique du Nord, Lille, 1960, 79 : 185-189.
- Antoine Bonte, Sur la composition du Bathonien dans le Nord et l'Est de la France. Annales de la Société Géologique du Nord, Lille, 1960, 80 : 767-167, I fig.
- Antoine Bonte, Découverte du Bajocien dans le Boulonnais, Comptes rendus de l'Académie des Sciences de Paris, 1960, 251 2739-2740.
- Antoine Bonte, B. Leroux et J. CL. Thibaut, La structure des grandes failles du Boulonnais. Feuille de Marquise au 50 000e. Bulletin de la Carte Géologique de France, Comptes rendus des Collaborateurs pour la campagne de 1959, 1960, 261-57 : 7-I 1. 3 fig.
- Antoine Bonte et Bouroz A., L'extension du Bajocien sur la bordure septentrionale du Bassin de Paris. Comptes rendus de l 'Académie des Sciences de Paris, 1960, 251 : 2556-2557.
- Antoine Bonte, Les concrétions siliceuses de l'Oxfordien-Argovien des Ardennes. Le problème de La silice des roches sédimentaires, Lille, Annales de la Société Géologique du Nord, 1961, 81 : 101-104.
- Antoine Bonte et J. P. Laveine, Sur la nature et l'âge des sédiments liasiques dans le sous-sol de Boulogne-sur-Mer, Comptes rendus de l'Académie des Sciences de Paris, 1962, 255: 1786-1 7 88.
- Antoine Bonte, Observations à la note de J.-P. Michel, Comptes rendus sommaires de la Société Géologique de France: Paris, 1962, 9 : 268-269.
- Antoine Bonte et P. Broquet, L'Aptien du Boulonnais, Bulletin de la Carte Géologique de France, Comptes rendus des Collaborateurs pour• la campagne de 1961, 1962, 269-49 : 1-5, 1 fig.
- Antoine Bonte, Les remplissages karstiques. Sedimentology, 2 : 333-340. 3 fig, 1963.
- Antoine Bonte, Le Wealdien du Boulonnais. Colloque sur le Crétacé inférieur, Lyon, Mémoires du Bateau de Recherches Géologiques et minières, 1963, 34 : 327-331.
- Antoine Bonte, Sur la signification des horizons phosphatés du point de vue paléontologique, Colloque sur le Crétacé inférieur, Lyon, Septembre, 1963. Mémoires du Bureau de Recherches Géologiques et minières, 1963, 34 : 429-431.
- Antoine Bonte, Broquet P. et P. Celet, Observations sur le Bathonien de Bucilly (Aisne). Annales de la Société Géologique du Nord, Lille, 1965, 83 :195-196.
- Antoine Bonte, Broquet P., Bellery B., Dezwarte J.M. et B. Fenet (1964)., La craie phosphatée dans le Nord et le Pas-de-Calais, Lille, Annales de la Société Géologique du Nord, 1964, 84 : 41¬42.
- Antoine Bonte, Sur la formation en deux temps des bauxites sur mur calcaire. Comptes rendus de l'Académie des Sciences de Paris, 1965, 260 : 5076-5078.
- Antoine Bonte, L'argile à silex, Bulletin de liaison Laboratoire Ponts et Chaussées, 1965, 24-324, 2-1 à 2-16.
- Antoine Bonte, Bauxites et argiles à silex, deux formations colluviales. 90e Congrès des Sociétés Savantes, Nice, 1965, 2 : 9-23, pl. 1-22.
- Antoine Bonte, Le Quaternaire de la Pointe aux Oies entre Wimereux et Ambleteuse (Pas-de-Calais). Annales de la Société Géologique du Nord, Lille, 1966, 86 : 183-186, l fig.
- Antoine Bonte, « Le sous-sol de la Cité Scientifique d'Annapes », Annales de la Société Géologique du Nord, 1re série, t. 85,‎ 1965, p. 357-367 (ISSN 0767-7367, e-ISSN 2540-3621, lire en ligne [PDF]).
- Antoine Bonte, Louis Dollé (1878-1965). Annales de la Société Géologique du Nord, Lille, 1966, 86 : 7-13.
- Antoine Bonte, Louis Dollé. Bulletin de la Société Géologique de France, 7e série, 1966, 8 : 484-489, 1 fig.
- Antoine Bonte, Sables et grès. Diagénèse précoce et diagénèse tardive. 91e Congrès des Sociétés Savantes, Rennes, 1966, l 1 : 175-191, 2 fig.
- Antoine Bonte, L' «.Argile à silex » du Nord de la France. Mémoire hors série de la Société Géologique de France, 1967, 4 : 7-8.
- Antoine Bonte et J. DE Heinzelin, Compte Rendu de la session extraordinaire de la Société belge de Géologie, de Paléontologie et d'Hydrologie et de la Société géologique de Belgique dans le Boulonnais dirigée par A. Bonte & J. de Heinzelin.bulletin de la Société belge de Géologie, de Paléontologie et d'Hydrologie, 1967, 75-3 : 245-305, 8 fig.
- Antoine Bonte, Le Diestien du Nord de la France. Mémoire de la Société Géologique et : Minéralogique de Bretagne, 1968, 13 : 55-57.
- Antoine Bonte, Le Bathonien supérieur à Réty-Locquinghen (Pas-de-Calais). Annales de la Société Géologique du Nord, Lille, 1968, 88 : 17-18.
- Antoine Bonte, Mise en place et évolution des bauxites sur mur calcaire. Annales Instituti Geologici Publich Hungarici, 1968, 54-3 : 29-49, fig.
- Antoine Bonte et G. Waterlot, Trois forages au Primaire au Nord de Lille. Annales de la Société Géologique du Nord, Lille, 1968, 88 : 83-88.
- Antoine Bonte, Introduction à la lecture des Cartes géologiques, 4e éd., MASSON et Cie, 1969, 277 p., 103 fig.. 8 pl. h. t., annexe A à H, app. 1 à 3, index alphabétique.
- Antoine Bonte, Beugnies A., Dumont P., Parent J. et G. Waterlot, La faille de Vireux à l'Est de la Meuse. Annales de la Société Géologique du Nord, Lille, 1970, 90: 9-14,3 fig.
- Antoine Bonte, Influence du sous-sol sur l'évolution des fondations profondes. l' Congrès International Association. Internationale de Géologie de l'ingénieur, Paris, 1970, 1: 81-92,7 fig.
- Antoine Bonte, Glissements de terrain. Annales de la Société Géologique du Nord, Lille, 1970, 90: 395-420, 6 fig., pl. 28.
- Antoine Bonte, Beugnies A., Dumont P., Parent J. et G. Waterlot, La faille de Vireux à l'Est de la Meuse. Annales de la Société Géologique du Nord, Lille, 1970, 90: 9-14,3 fig.
- Antoine Bonte, Poches de dissolution et argile résiduelle. Annales de la Société Géologique du Nord, Lille, 1971, 91 : 39-46, pl. 2-3.
- Antoine Bonte, Étude géochimique de l'argile résiduelle de la craie. Annales de la Société Géologique du Nord, Lille, 1973, 93: 95-115,4 fig., 5 tabl.
- Antoine Bonte, Lias et Bajocien dans le Boulonnais. Le sondage de Boulogne-sur-Mer (Pas-de-Calais). Annales de la Société Géologique du Nord, Lille, 1974, 94: 11-I8.
- Antoine Bonte, Les « Schistes d'Hydrequent » (Dévonien supérieur du Bas-Boulonnais): nouvelles observations. Annales de la Société Géologique du Nord, Lille, 1975, 94: 117-121, 2 fig.
- Antoine Bonte, La propriété des richesses minérales naturelles. Meeting of European Geological Society, Reading, 1975, 5 p.
- Antoine Bonte, Les rejets profonds, un pari insoutenable. Bulletin du B.R.G.M 2, 1975, 157-166 p..
- Antoine Bonte, La tranchée du Vert Mont à Réty (Pas-de¬Calais). Essai critique sur le Crétacé inférieur du Boulonnais. Annales de la Société Géologique du Nord, Lille, 1977, 97 : 131-142, 6 fig.
- Antoine Bonte, L'élimination des déchets dans le sous-sol. Comptes Redus du 102`m` Congrès des Sociétés Savantes, Limoges, 1977, fasc. 2 : 235-238.
- Antoine Bonte, L'élimination des déchets nucléaires, NORD¬NATURE, 1979, fric. 16.
- Antoine Bonte, Affaissements miniers et Géologie. Industrie Minérale, 1979, 1-11 p..
- Antoine Bonte, Le Jurassique de la bordure septentrionale du Bassin de Paris d'après les sondages. Annales de la Société Géologique du Nord, Lille, 1979, 98 : 279-286, 5 tabl.
- Antoine Bonte (préf. Commandant J.-Y., Cousteau.), A QUI LA TERRE ? Réflexions d'un géologue sur la propriété des richesses naturelles., La Barbannerie Maurecourt, Éditions E.R.G., 1987.